# Euplectrus kuwanae
Euplectrus kuwanae är en stekelart som beskrevs av Crawford 1911. Euplectrus kuwanae ingår i släktet Euplectrus och familjen finglanssteklar. Inga underarter finns listade i Catalogue of Life.